# Ле Нян-тонг
Ле Нян-тонг (вьет. Lê Nhân Tông, тьы-ном 黎仁宗, 28 мая 1441 — 25 октября 1459); настоящее имя Ле Банг Ко (Lê Bang Cơ, 黎邦基) — один из императоров Дайвьета, правивший с 1442 по 1459 год. Внук императора Ле Лоя. На протяжении всего правления власть фактически принадлежала его матери, Нгуен Тхи Ань (Nguyễn Thị Anh).

## Жизнеописание
После внезапной смерти Ле Тхай Тонга наследником остался малолетний сын Ле Банг Ко. Хотя он был вторым сыном императора, старший по имени Нги Зан (вьет. Nghi Dân) не претендовал на трон из-за того, что его мать была низкорождённой.
Правительство находилось под контролем Чинь Кха, соратника Ле Лоя. К 1442 году он остался единственным живым высокопоставленным однополчанином Ле Лоя, остальные были казнены или умерли. Несмотря на опасности, которые сопровождают нахождение инфанта на троне, в Дайвьете в правление Ле Нян Тонга не происходило никаких серьёзных происшествий.
Следующие 17 лет были мирными, Дайвьет процветал. Кроме ссор между конфуцианскими мудрецами и знатными семействами конфликтов в стране не было.
Тямпа, узнав о том, что на троне инфант, вторглась в Дайвьет в 1443 году. Вьеты послали просьбу о помощи минскому двору, однако китайцы не прореагировали, и в 1446 году вьетская армия напала на Тямпу. Кампания оказалась успешной, армия Дайвьета взяла столицу, Виджайю, и сумела посадить на трон примкнувшего к вьетам племянника короля Тямпы Маха Куплая.
В 1451 году Ань по неизвестной причине приказала казнить Чинь Кха и его старшего сына. Через два года Чинь Кха и несколько других сановников, таких, как Ле Шат. Извинения были принесены в момент, когда Ле Нян Тонг получил реальную власть, хотя ему было всего 12 лет.
Ле Нян-тонг приказал Фан Фу Тьену дополнить и расширить историографию «Исторические записки Дайвьета». Он ввёл фиксированное годовое жалование чиновникам (вместо части налогов или выдачи наделов).
Неизвестно, почему двенадцатилетнему было позволено управлять страной (обычно в таких случаях ждали 16-летия), возможно, в попытке забрать власть у императрицы.
В году 1459 старший брат Нян-тонга, Нги Зан, устроил заговор с целью убить императора, и 28 октября заговорщики убили Ле Нян Тонга. Его мать во избежание неминуемой казни убил верный слуга.
Нги Зан правил всего восемь месяцев и был убит дворцовой стражей. Вслед за ним на престол взошёл третий сын Ле Тхай Тонга, Ле Тхань Тонг, его правление считается золотым веком Дайвьета.

## Отражение в искусстве

### В литературе
- «Нгуен Чай» — роман-дилогия, автор — вьетнамский писатель Буй Ань Тан. В романе отравление императора Ле Тхай Тонга на самом деле подстраивает Нгуен Тхи Ань — мать Ле Нян Тонга.

### В кино
- «Небесный мандат героя» (2012) — экранизация второй части романа «Нгуен Чай» Буй Ань Тана, которая называется «Кровавое письмо». Режиссёр фильма — Виктор Ву.

## Девизы правления
Ле Нян-тонг правил под следующими девизами:
- Дай-хоа (1443—1454);
- Зиен-нинь (1454—1459)